# Pinacopodium congolense
Pinacopodium congolense är en tvåhjärtbladig växtart som först beskrevs av Spencer Le Marchant Moore, och fick sitt nu gällande namn av Arthur Wallis Exell och Mendonca. Pinacopodium congolense ingår i släktet Pinacopodium och familjen Erythroxylaceae. Inga underarter finns listade i Catalogue of Life.